# 634539 Kuvaev
634539 Kuvaev este o planetă minoră (asteroid) din centura de asteroizi. A fost descoperită pe 28 octombrie 2011 la  de . 
Obiectul prezintă o orbită caracterizată de o semiaxă mare de 2,5282320517169 UAi, o excentricitate de 0,12059122584602, o înclinație de 14,503062821208 ° în raport cu ecliptica.